# ФК «Рома» в сезоні 1938-1939
ФК «Рома» в сезоні 1938—1939 — сезон італійського футбольного клубу «Рома».

## Склад
| № | Поз. | Нац.   | Гравець               |
| - | ---- | ------ | --------------------- |
|   | ВР   | Італія | Уго Череза            |
|   | ВР   | Італія | Гвідо Мазетті         |
|   | ВР   | Італія | Аркімеде Нарді        |
|   | ЗХ   | Італія | Ермініо Азін          |
|   | ЗХ   | Італія | Ренато Чіпріані       |
|   | ЗХ   | Італія | Аттіліо Ферраріс (IV) |
|   | ЗХ   | Італія | Андреа Гадальді       |
|   | ЗХ   | Італія | Еральдо Мондзельйо    |
|   | ПЗ   | Італія | Фульвіо Бернардіні    |
|   | ПЗ   | Італія | Еліо Б'янкі           |
|   | ПЗ   | Італія | Джузеппе Бономі       |
|   | ПЗ   | Італія | Арістіде Коскіа       |

| № | Поз. | Нац.   | Гравець            |
| - | ---- | ------ | ------------------ |
|   | ПЗ   | Італія | Маріо Де Грассі    |
|   | ПЗ   | Італія | Луїджі Ді Паскуале |
|   | ПЗ   | Італія | Альдо Донаті       |
|   | ПЗ   | Італія | Антоніо Фуско      |
|   | ПЗ   | Італія | П'єтро Серантоні   |
|   | НП   | Італія | Лучіано Алгізі     |
|   | НП   | Італія | Ермес Борсетті     |
|   | НП   | Італія | Трентіно Буї       |
|   | НП   | Італія | Олів'єро Масчероні |
|   | НП   | Італія | Даніло Мікеліні    |
|   | НП   | Італія | Отелло Субінагі    |

## Серія A
| 18 вересня 1938 1 тур |

| «Рома»     | 1:0      | «Мілан» |
| ---------- | -------- | ------- |
| Алгізі 62' | Протокол |         |

| Кампо Тестаччо Глядачів: 15.000 Арбітр: Джузеппе Дзелоккі |

| 25 вересня 1938 2 тур |

| «Лігурія»                    | 3:2 | «Рома»                   |
| ---------------------------- | --- | ------------------------ |
| Габардо 15' Перетті 19', 83' |     | 43' Коскіа 88' Серантоні |

| Стадіо Дель Літторіо, Генуя Арбітр: Барлассіна |

| 2 жовтня 1938 15:00 3 тур |

| «Рома»       | 1:0      | «Ювентус» |
| ------------ | -------- | --------- |
| Мікеліні 23' | Протокол |           |

| Кампо Тестаччо Глядачів: 13.000 Арбітр: Соліані |

| 9 жовтня 1938 4 тур |

| «Трієстіна» | 0:1      | «Рома»     |
| ----------- | -------- | ---------- |
|             | Протокол | 42' Алгізі |

| Стадіо дель Літторіо, Трієст Глядачів: 8.000 Арбітр: Джованні Галеаті |

| 16 жовтня 1938 15:00 5 тур |

| «Рома»                                      | 3:0      | «Луккезе» |
| ------------------------------------------- | -------- | --------- |
| Борсетті 41' (пен.) Мікеліні 54' Алгізі 77' | Протокол |           |

| Кампо Тестаччо Глядачів: 12.000 Арбітр: Сараціні |

| 30 жовтня 1938 6 тур |

| «Модена»                 | 2:0      | «Рома» |
| ------------------------ | -------- | ------ |
| Монтанарі 7' Дзіроні 74' | Протокол |        |

| Стадіо Чезаре Марцарі, Модена Арбітр: Маріо Чамберліні |

| 6 листопада 1938 7 тур |

| «Торіно» | 0:1      | «Рома»       |
| -------- | -------- | ------------ |
|          | Протокол | 55' Субінагі |

| Філадельфія, Турин Глядачів: 15.000 Арбітр: Барлассіна |

| 13 листопада 1938 14:30 8 тур |

| «Рома»                     | 2:2      | «Наполі»        |
| -------------------------- | -------- | --------------- |
| Серантоні 50' Субінагі 72' | Протокол | 32', 44' Б'яджі |

| Кампо Тестаччо Глядачів: 15.000 Арбітр: Дзелоккі |

| 27 листопада 1938 9 тур |

| «Амброзіана-Інтер» | 0:0      | «Рома» |
| ------------------ | -------- | ------ |
|                    | Протокол |        |

| Арена Чівіка Глядачів: 20.000 Арбітр: Скорцоні |

| 11 грудня 1938 10 тур |

| «Рома»                        | 3:1      | «Дженоа»       |
| ----------------------------- | -------- | -------------- |
| Борсетті 7', 47' Мікеліні 36' | Протокол | 36' Скарабелло |

| Кампо Тестаччо Глядачів: 17.000 Арбітр: Курраді |

| 18 грудня 1938 11 тур |

| «Барі»                                               | 3:1      | «Рома»       |
| ---------------------------------------------------- | -------- | ------------ |
| Костантіно 1' Антоніо Фуско 31' (аг.) Каппелліні 55' | Протокол | 59' Борсетті |

| Стадіо Делла Вітторія Глядачів: 4.000 Арбітр: Скарпі |

| 1º січня 1939 15:00 12 тур |

| «Рома»                                        | 4:1      | «Ліворно»   |
| --------------------------------------------- | -------- | ----------- |
| Алгізі 44' Мікеліні 51' Коскіа 57' Бономі 60' | Протокол | 90' Цідаріч |

| Кампо Тестаччо Глядачів: 8.000 Арбітр: Сараціні |

| 8 січня 1939 13 тур |

| «Болонья»   | 1:0 | «Рома» |
| ----------- | --- | ------ |
| Сансоне 54' |     |        |

| Літторале Арбітр: Джакомо Бертоліо |

| 15 січня 1939 15:00 14 тур |

| «Рома» | 0:2      | «Лаціо»                |
| ------ | -------- | ---------------------- |
|        | Протокол | 3' Дзакконі 38' Бузані |

| Кампо Тестаччо Глядачів: 20.000 Арбітр: Скорцоні |

| 22 січня 1939 15 тур |

| «Новара»                                           | 5:0      | «Рома» |
| -------------------------------------------------- | -------- | ------ |
| Барберіс 48', 60', 75' М.Борріні 76' П.Маріані 80' | Протокол |        |

| Stadio Littorio Глядачів: 8.000 Арбітр: Джованні Галеаті |

| 29 січня 1939 16 тур |

| «Мілан» | 0:1      | «Рома»            |
| ------- | -------- | ----------------- |
|         | Протокол | 18' (пен.) Коскіа |

| Сан-Сіро, Мілан Глядачів: 12.000 Арбітр: Маріо Чамберліні |

| 5 лютого 1939 15:00 17 тур |

| «Рома»       | 1:0      | «Лігурія» |
| ------------ | -------- | --------- |
| Мікеліні 61' | Протокол |           |

| Кампо Тестаччо Глядачів: 15.000 Арбітр: Акілле Піцціоло |

| 12 лютого 1939 18 тур |

| «Ювентус» | 0:0      | «Рома» |
| --------- | -------- | ------ |
|           | Протокол |        |

| Беніто Муссоліні, Турин Глядачів: 5.000 Арбітр: Скорцоні |

| 19 лютого 1939 15:00 19 тур |

| «Рома»      | 1:2      | «Трієстіна»               |
| ----------- | -------- | ------------------------- |
| Мікеліні 4' | Протокол | 40' Колауссі 62' Пазінаті |

| Кампо Тестаччо Глядачів: 7.000 Арбітр: Маріо Скотто |

| 26 лютого 1939 20 тур |

| «Луккезе»      | 1:4      | «Рома»                                    |
| -------------- | -------- | ----------------------------------------- |
| Боністаллі 24' | Протокол | 24', 73' Мікеліні 42' Субінагі 79' Алгізі |

| Стадіо дель Літторіо, Луккезе Глядачів: 5.000 Арбітр: Скорцоні |

| 5 березня 1939 21 тур |

| «Рома» | 0:1      | «Модена»    |
| ------ | -------- | ----------- |
|        | Протокол | 89' Дзіроні |

| Кампо Тестаччо Глядачів: 6.000 Арбітр: Моретті |

| 12 березня 1939 15:30 22 тур |

| «Рома»                     | 2:0      | «Торіно» |
| -------------------------- | -------- | -------- |
| Масчероні 18' Субінагі 88' | Протокол |          |

| Кампо Тестаччо Глядачів: 8.000 Арбітр: Дзелоккі |

| 19 березня 1939 23 тур |

| «Наполі»  | 1:0      | «Рома» |
| --------- | -------- | ------ |
| Паоне 16' | Протокол |        |

| Партенопео, Неаполь Глядачів: 8.000 Арбітр: Джованні Галеаті |

| 2 квітня 1939 15:00 24 тур |

| «Рома»                   | 2:3      | «Амброзіана-Інтер»           |
| ------------------------ | -------- | ---------------------------- |
| Мікеліні 68', 83' (пен.) | Протокол | 16' Фроссі 32', 48' Барсанті |

| Кампо Тестаччо Глядачів: 10.000 Арбітр: Маріо Чамберліні |

| 9 квітня 1939 25 тур |

| «Дженоа»                           | 2:0      | «Рома» |
| ---------------------------------- | -------- | ------ |
| Бернардіні 36' (аг.) Ді Пьяцца 81' | Протокол |        |

| Стадіо Луїджі Ферраріс Глядачів: 10.000 Арбітр: Дзелоккі |

| 16 квітня 1939 15:30 26 тур |

| «Рома»                  | 2:0      | «Барі» |
| ----------------------- | -------- | ------ |
| Алгізі 29' Мікеліні 35' | Протокол |        |

| Кампо Тестаччо Глядачів: 7.000 Арбітр: Маріо Скотто |

| 21 квітня 1939 27 тур |

| «Ліворно»                    | 3:1      | «Рома»                 |
| ---------------------------- | -------- | ---------------------- |
| Аркарі 5' Нері 37' Віані 44' | Протокол | 53' Луїджі Ді Паскуале |

| Едда Сіано Муссоліні Глядачів: 5.000 Арбітр: Моретті |

| 30 квітня 1939 15:30 28 тур |

| «Рома» | 0:1      | «Болонья»     |
| ------ | -------- | ------------- |
|        | Протокол | 47' Пурічеллі |

| Кампо Тестаччо Глядачів: 12.000 Арбітр: Скорцоні |

| 21 травня 1939 15:30 29 тур |

| «Лаціо»   | 1:3      | «Рома»                           |
| --------- | -------- | -------------------------------- |
| Капрі 11' | Протокол | 2' Мікеліні 4' Коскіа 41' Бономі |

| Стадіо Націонале Глядачів: 15.000 Арбітр: Скорцоні |

| 28 травня 1939 15:30 30 тур |

| «Рома»                             | 3:0      | «Новара» |
| ---------------------------------- | -------- | -------- |
| Бономі 12' Алгізі 61' Мікеліні 88' | Протокол |          |

| Кампо Тестаччо Глядачів: 4.000 Арбітр: Луїджі Піровано |

## Кубок Італії
| 25 грудня 1938 1/16 фіналу |

| Віс Пезаро | 0:4      | «Рома»                                 |
| ---------- | -------- | -------------------------------------- |
|            | Протокол | 6', 48' Борсетті 47' Коскіа 47' Алгізі |

| Стадіо Тоніньо Бенеллі Арбітр: Акілле Піцціоло |

| 6 квітня 1939 1/8 фіналу |

| «Рома»                      | 2:1      | «Трієстіна» |
| --------------------------- | -------- | ----------- |
| Лоші 15' (аг.) Субінагі 70' | Протокол | 82' Маргіні |

| Кампо Тестаччо Глядачів: 3.600 Арбітр: Агостіно Гамба |

| 23 квітня 1939 1/4 фіналу |

| «Амброзіана-Інтер» | 1:0      | «Рома» |
| ------------------ | -------- | ------ |
| П.Ферраріс 26'     | Протокол |        |

| Арена Чівіка Глядачів: 10.000 Арбітр: Джузеппе Дзелоккі |

## Статистика гравців
| №. | Поз. | Нац.   | Гравець            | Всього | Всього | Чемпіонат Італії | Чемпіонат Італії | Кубок Італії | Кубок Італії |
| №. | Поз. | Нац.   | Гравець            | Ігор   | Голів  | Ігор             | Голів            | Ігор         | Голів        |
| -- | ---- | ------ | ------------------ | ------ | ------ | ---------------- | ---------------- | ------------ | ------------ |
|    |      | Італія | Уго Череза         | 8      | -8     | 7                | -7               | 1            | -1           |
|    |      | Італія | Гвідо Мазетті      | 25     | -29    | 23               | -28              | 2            | -1           |
|    |      | Італія | Аркімеде Нарді     | 0      | 0      | 0                | -0               | 0            | -0           |
|    |      | Італія | Ермініо Азін       | 3      | 0      | 3                | 0                | 0            | 0            |
|    |      | Італія | Еліо Б'янкі        | 1      | 0      | 1                | 0                | 0            | 0            |
|    |      | Італія | Ренато Чіпріані    | 0      | 0      | 0                | 0                | 0            | 0            |
|    |      | Італія | Аттіліо Ферраріс   | 14     | 0      | 12               | 0                | 2            | 0            |
|    |      | Італія | Андреа Гадальді    | 31     | 0      | 28               | 0                | 3            | 0            |
|    |      | Італія | Еральдо Мондзельйо | 24     | 0      | 22               | 0                | 2            | 0            |
|    |      | Італія | Фульвіо Бернардіні | 18     | 0      | 18               | 0                | 0            | 0            |
|    |      | Італія | Джузеппе Бономі    | 14     | 3      | 13               | 3                | 1            | 0            |
|    |      | Італія | Арістіде Коскіа    | 30     | 5      | 28               | 4                | 2            | 1            |
|    |      | Італія | Маріо Де Грассі    | 13     | 0      | 11               | 0                | 2            | 0            |
|    |      | Італія | Луїджі Ді Паскуале | 7      | 1      | 7                | 1                | 0            | 0            |
|    |      | Італія | Альдо Донаті       | 28     | 0      | 25               | 0                | 3            | 0            |
|    |      | Італія | Антоніо Фуско      | 24     | 0      | 21               | 0                | 3            | 0            |
|    |      | Італія | П'єтро Серантоні   | 19     | 2      | 18               | 2                | 1            | 0            |
|    |      | Італія | Лучіано Алгізі     | 33     | 8      | 30               | 7                | 3            | 1            |
|    |      | Італія | Ермес Борсетті     | 21     | 6      | 18               | 4                | 3            | 2            |
|    |      | Італія | Трентіно Буї       | 0      | 0      | 0                | 0                | 0            | 0            |
|    |      | Італія | Олів'єро Масчероні | 12     | 1      | 11               | 1                | 1            | 0            |
|    |      | Італія | Даніло Мікеліні    | 27     | 13     | 24               | 13               | 3            | 0            |
|    |      | Італія | Отелло Субінагі    | 11     | 5      | 10               | 4                | 1            | 1            |